# Universiteit van Lund
De Universiteit van Lund (Zweeds: Lunds universitet) is een Zweedse universiteit in de stad Lund in Skåne. Het is een van de grootste universiteiten van Scandinavië, en is de op een na oudste universiteit van het land (na Uppsala). De universiteit heeft zeven faculteiten en biedt 50 verschillende programma's en 800 verschillende vakken aan. Er zijn ook faculteiten in Malmö en Helsingborg.
De Universiteit van Lund maakt deel uit van de Santandergroep, CESAER, LERU en EUA, samenwerkingsverbanden van Europese universiteiten.
Het hoofdgebouw van de universiteit dateert uit 1882 en is ontworpen door Helgo Zettervall.
De Technische Universiteit van Lund (Zweeds: Lunds Tekniska Högskola (LTH)) is als onafhankelijke school in 1961 gesticht, maar sinds 1969 als een van de faculteiten onderdeel van de Universiteit van Lund.
Bayreuth · 
Cantabria · 
Canterbury · 
Catania · 
Cluj-Napoca · 
Cyprus · 
Eindhoven · 
Gent · 
Giessen · 
Göteborg · 
Grenoble · 
Las Palmas de Gran Canaria · 
Le Havre · 
León · 
Luik · 
Malmö · 
Malta · 
Minho ·
Patras · 
Porto · 
Poznań · 
Rome (Sapienza) · 
Rouen · 
Tarragona · 
Triëst · 
Trondheim · 
Valencia · 
Valladolid
Auckland · 
Birmingham · 
British Columbia (UBC) · 
Delhi ·
Dublin (UCD) · 
Edinburgh · 
Fudan · 
Glasgow · 
Hongkong · 
Korea · 
Lund · 
McGill · 
Melbourne · 
ITESM · 
New South Wales (UNSW) · 
Nottingham · 
Shanghai Jiao Tong (SJTU) · 
Queensland · 
NUS · 
Virginia · 
Waseda
Aalborg ·
Aken ·
Barcelona ·
Belgrado · 
Berlijn · 
Boedapest · 
Boekarest · 
Braunschweig · 
Brno ·
Darmstadt ·
Delft ·
Dresden ·
Dublin ·
Enschede · 
Gdańsk · 
Gent ·
Glasgow · 
Göteborg ·
Graz ·
Grenoble ·
Guildford · 
Haifa ·
Hannover ·
Helsinki ·
Istanboel ·
Karlsruhe ·
Kaunas ·
Lausanne ·
Leuven ·
Lissabon ·
Lissabon NOVA ·
Louvain-la-Neuve ·
Lund · 
Lyon ·
Madrid ·
Milaan ·
Parijs-Saclay ·
Parijs ParisTech ·
Porto ·
Poznań ·
Praag ·
Riga ·
Sheffield · 
Stockholm ·
Stuttgart ·
Tallinn ·
Tomsk ·
Trondheim ·
Turijn ·
Valencia ·
Warschau ·
Wenen ·
Zürich